# Serafim de Sousa Ferreira e Silva
Serafim de Sousa Ferreira e Silva (* 16. Juni 1930 in Santa Maria de Avioso) ist Altbischof von Leiria-Fátima.

## Leben
Serafim de Sousa Ferreira e Silva empfing am 1. August 1954 die Priesterweihe.
Papst Johannes Paul II. ernannte ihn am 30. April 1979 zum Titularbischof von Lemellefa und zum Weihbischof in Braga. Der Erzbischof von Braga, Eurico Dias Nogueira, spendete ihm am 16. Juni desselben Jahres die Bischofsweihe; Mitkonsekratoren waren António Ferreira Gomes, Bischof von Porto, und António de Castro Xavier Monteiro, Erzbischof ad personam von Lamego.
1981 wurde er zum Weihbischof in Lissabon ernannt. Am 7. Mai 1987 wurde er zum Koadjutorbischof von Leiria-Fátima ernannt. Nach der Emeritierung Alberto Cosme do Amarals folgte er ihm am 2. Februar 1993 als Bischof von Leiria-Fátima nach. Am 22. April 2006 nahm Papst Benedikt XVI. seinen altersbedingten Rücktritt an.